# Al-Kufra
Al-Kufra (arab. الكفرة, Al-Kufrah) – gmina w Libii ze stolicą w Al-Dżauf.
Liczba mieszkańców – 35 tys.
Kod gminy – LY-KF (ISO 3166-2).
Al-Kufra graniczy z gminami:
- Murzuk – zachód
- Al-Dżufra – północny zachód
- Adżdabija – północny zachód
- Al-Wahat – północ
- Al-Butnan – północny wschód